# Пежо тип 126
Пежо тип 126 (фр. Peugeot Type 126) је моторно возило произведено 1910. године од стране француског произвођача аутомобила Пежо у њиховој фабрици у Оданкуру. У том раздобљу је укупно произведено 350 јединица. Један од ових аутомобила налази се у музеју у Хагу.
Возило покреће четвороцилиндрични четворотактни мотор који је постављен напред, а преко кардана је пренет погон на задње точкове. Његова максимална снага била је 12 КС и запремине 2.212 cm³, са максималном брзином 55 км/ч.
Тип 126 је произведен са међуосовинским растојањем 299,5 цм и размаком точкова 128 цм. Облик каросерије је торпедо и има места за четири особе.